# アマンダ・ザ・アドベンチャー
アマンダ・ザ・アドベンチャー (Amanda the Adventurer)は、MANGLEDmaw Gamesが開発し、DreadXPによって2023年にSteamで配信されたホラーゲームである。
2022年にパイロット版がリリースされ、2023年にSteamで正式配信された。
2024年10月からPS4、PS5、XBOXでも配信予定。

## ストーリー

### パイロット版
エピソード1
ビデオテープを入れると映像が始まり、「アマンダ・ザ・アドベンチャー」タイトルロゴと共にアマンダとウーリーが順番に挨拶を交わす。 そしてアマンダはプレイヤーにリンゴが好きかと尋ねる。リンゴアレルギーがあるというウーリーに「大丈夫！新しいことを試みることを恐れてはいけない」と言う。
リンゴを売っている店を選ばなければならないシーンに移り、 選択肢はとある家、果物屋、遊び場の3つに分かれているが、結局は強制的に果物屋に行くことになる。
果物屋に入ると、アマンダはなにかが見えるとし、プレイヤーにあなたもなにかが見えるかと尋ね、入力ウィンドウが再び出てくる。 2回連続で「apple」以外の単語を入力すると、3回目はどのキーを入力しても強制的にappleという文字にしか変換されなくなる。 その後、アマンダがリンゴパイを作ることができると言った後、スタッフロールが流れるが、その途中に画面が乱れて終了する。

エピソード2
ウーリーが「時間がない。何があっても何かをしないで」と言う直前、ウーリーの言葉が切れて強制的にエピソードが始まる。具体的に何をやってはいけないのかは音声が乱れたため判明していない。
エピソード1と同様に、アマンダとウーリーがお互いに挨拶を交わすが、ウーリーは少し不安な表情をしている。 アマンダはおばあちゃんのために肉を買ってあげると言うが、ウーリーがおばあちゃんはベジタリアンだという事実をアマンダに言うが、アマンダが話を遮る。 次にプレイヤーに肉を買うためにはどこに行くべきかを尋ねる。 精肉店が正解で、選択肢は精肉店とアイスクリーム店、そしてゴミ箱の3つ。 ここでまたアイスクリーム店やゴミ箱を選ぶ時、アマンダは精肉店を選ぶように言う。 もう一度肉屋ではないところを選択すると、エピソード1と同様、アイスクリーム店とゴミ箱が消える。 そのため強制的に精肉店を選ぶことになる。
精肉店でアマンダが精肉店の店員に挨拶をした直後、ノイズが挟まって画面が暗めになり、突然元に戻ってアマンダが「おじさんに私たちが何が必要か教えてくれる？」と入力ウィンドウが再び出てくる。 肉を意味する英単語であるmeatを入力しなければならないが、ここでそれ以外の単語を入力すると、アマンダが例のごとくmeatを入力するように委ねるのだが、もう一度間違えると、今までとは違い怒ってくる。しかしその後は何気ないように再び表情が元に戻ってくる。 そして3回目はエピソード1の時のように、どのキーを押しても強制的にmeatという単語が入力される。
その後、精肉店の店員はゆっくり肉を切り始める。 この時から本格的に雰囲気が奇怪になり始める。店員が肉を切っていると、アマンダの表情がゆっくり変わり、徐々に首をウーリーに向ける。 アマンダを見てウーリーが驚く描写が入り、エピソード2が終了する。
この回ではウーリーが終始何かに怯えており、プレイヤーに「しないで」というジェスチャーを着実に伝えることが目立つ。 

エピソード3
舞台は夜。 アマンダは日が暮れたので家に帰ろうという。 この時の背景は前のエピソードと違って実写に近い。 アマンダの声も落ち着いており、BGMもない。 ウーリーもいない。
今回も家かブランコかを選択しなければいけないのだが、今まで通りブランコを二回連続でクリックするとブランコが消えて、 突然アマンダの目が不気味に変わる。
強制的に家を選ぶと、アマンダは奇妙な表情のまま早口で「一緒にドアをノックしよう」という。 ここで窓を二回クリックすると、窓も同じように消える。プレイヤーはやむを得ずドアをノックする。
その瞬間、アマンダが本性を表わしたように目の瞳が完全になくなり、首が前後に折れる奇妙な姿を見せ、不気味な声を上げてフリーズする。
するとアマンダの姿がノイズの多い白に変わり、また5マスの入力ウィンドウが出てくる。しかし、3回目の単語を入力すると、どんな単語を入力しても突然英字が混ざって出て、アマンダがモンスターに完全に変わった姿のジャンプスケアが飛び出してきて、ゲームは終了する。

### 1.1アップデート(パイロット版)
1.1アップデートではイースターエッグが追加。 エピソード2の精肉店パートで、大/小文字は関係なくLamb(羊肉)を入力すると、タイトルの書かれていない隠しテープが登場する。 そのテープには実写写真と入力ウィンドウが交互に3回ずつ登場するが、順番に家、森、そして意味深く肉屋の写真が登場し、ぶら下がっている肉の1つに826という数字が書かれている。 そして最後に入力ウィンドウが出現するのだが、どのキーを押してもwoolie（ウーリー）という単語が入力される。

### 1.2アップデート(パイロット版)
1.2アップデートでは、丸がついた衛星写真が登場する。 また右側に「3c2022」という番号がある。ところが続く入力ウィンドウから3番目のマスまで入力すると、突然エピソード3の最後と同じように英字が乱れながら画面に入力され、すぐに最後のジャンプスケアに直行する。現在は写真に赤い丸が塗られている。

### 1.3アップデート(パイロット版)
1.3 アップデートで追加された要素で隠されたテープの形状が若干変わっており、ウーリーは登場している。舞台は森の中で、そこでアマンダが宝探しゲームをしようという。 宝物は3つの図形が描かれているところのうちX側にあるとし、Xを選ぶと言う。 二度連続でX以外を選ぶと、強制的に二つの図形はなくなる。Xマークを選ぶと、アマンダは宝物を取り出すために必要な道具を説明しだす。シャベル、鉄パイプ、ロープについて話そうとした瞬間、突然画面が乱れる。この頃から6マスの入力ウィンドウが出てくるのに2回目までは何の文字でもただ入力になるが、3回目からは強制的にshovel(シャベル)という単語が入力される。
ところが、アマンダが話し始めようとすると、ウーリーが怒って今までのようなことはしたくないと言う。
アマンダがこれに怒り、徐々に恐ろしい形相になり、ウーリーを襲う瞬間、突然実写映像になる。 実写映像の舞台は暗い森の中で、この時隠しエピソードを見るために入れたテープが登場する。 テープを床に投げてウーリーが言うように燃やそうとする瞬間5マスの入力ウィンドウが登場する。 同様に、2番目の入力ウィンドウまではどんな単語も入力しても進むが、 3番目の入力ウィンドウではwatch（見ろ）という単語が強制的に入力される。 実写映像の中の人物は、入力ウィンドウが現れた直後に突然テープを燃やそうとするのを止めたので、ウーリーの要望は叶わなかった。その後、その人物は誰かに電話をしておおよその場所を、そして自分は迷わなかったと言い、テープは全部なくしたと嘘をつく。

### 正式リリース
正式リリース版では、テープ1を見る前にケイト（叔母さん）からの手紙を見られるほか、屋根裏部屋を自由に動き回ったり、謎解きパズルをして新たなテープを手に入れたりできるようになった。アマンダの質問もバリエーションが多くなり、答える内容によってはエンディングが変わるようにもなった。
また、バリエーションが増えたことで真実が描かれるようにもなった。

### 真実
現時点で考察できる真相は次の通りである。
本来の「アマンダ・ザ・アドベンチャー(冒険家アマンダ)」は、サム・コルトン（Sam Colton）というプロデューサーが主導となった地方放送会社で低予算で始まった子供向けテレビ番組で、主人公のアマンダを演じたのは監督の幼い娘、レベッカ・コルトン（Rebecca Colton）だった。主人公の叔母、ケイト(Kate)は地域図書館司書としてサムと協力してストーリー関連の作業を手伝うなどしており、低予算の子ども向けプログラムに過ぎなかった。
しかし地域放送局のこのシリーズをハメルーンという大企業で著作権を買うと、主人公アマンダを演じたサムの娘・レベッカに放送監督と知らない誰かを接触させ、レベッカを「ある実験」に利用するために特定のキーワードを繰り返し言わせるようにする。 この事実を知ったサムは反発するのだが、しばらくしてサムはレベッカをおいて行方不明になってしまう。
サムの行方不明を伝えるニュース映像によると、ハメルーン社の冒険家アマンダ著作権買収とサムの行方不明の事実ついて疑う世論も生じたとし、これについてハメルーン社は声明を出したが、自分たちもサムが私たちのプログラムと娘を放棄したことについて懸念していた。彼の行方は不明であるが、冒険家アマンダはサム不在でも続くだろうという。
さらに、サムが行方不明になってハメルーン社のみになってからアニメ自体も内容がおかしくなり始めたが、なんとなく「ママ・パパがいつも正しいだけではない」などの子供向け番組には不適切な内容が追加され始め、さらにはアマンダを視聴する子供たちの中には、家出して行方不明になった子供たちまで出始める。
パイロット版と正式リリース版では主人公が違うことがうかがえる。冒険家アマンダというコンテンツ自体に問題があること、そしてパイロット版の主人公はアマンダの数多くの犠牲者の一つであることも考察できる。

## 登場人物
アマンダ(Amanda)
アニメ「冒険家アマンダ(アマンダ・ザ・アドベンチャー)」の主人公であり、ボス的存在。一見普通の女の子に見えるが、その正体は化け物である。
しかし、最初から怪物ではなかったという考察がある。(モンスターがアマンダに憑依したという仮説)
ウーリー(woolie)
メインキャラクターの羊。二足歩行。アマンダの強圧的な態度のために仕方なくアマンダに従うという素振りを見せている。
Steam版でテープが多くなるにつれて動作も増えたが、やはりパイロット版のようにアマンダの奇妙な行動に従うか否定的な言葉を言い、アマンダがプレイヤーに何をさせるのか心配する動作をとる。
サム・コルトン(Sam Colton)
Amanda the Adventurerというシリーズの作者だが、 Amandaシリーズがハメルーンに買収されてから数日後に行方不明になった。
Amanda the Adventurer 2で誰を見たいかというアマンダの質問にSamと打つと、しばらく躊躇する反応が出る。
レベッカ・コルトン(rebecca Colton)
サム・コルトンの幼い娘であり、アマンダの声を演じた。 アマンダシリーズがハメルーン社に買収されると声を録音し続けることを強要され、謎の実験をさせられた。
ハメルーン社
Amanda the Adventurerの著作権を取得した企業であり、黒幕。 レベッカに声の録音を強要したり、実験室に連れて行くなどしている。